# Juan Alfonso Enríquez de Cabrera

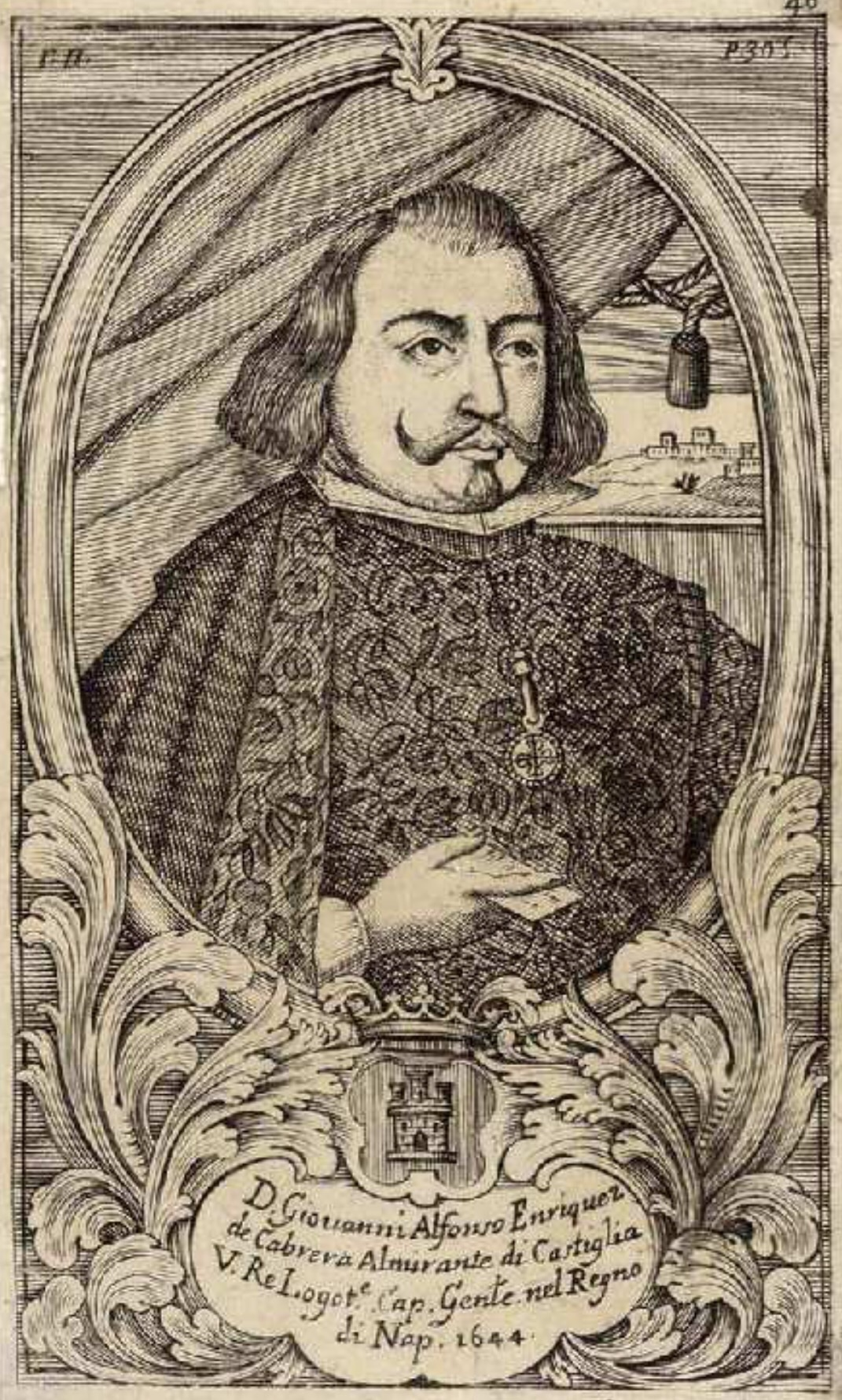
Juan Alfonso Enríquez de Cabrera, Spaans onderkoning van Sicilië en Napels

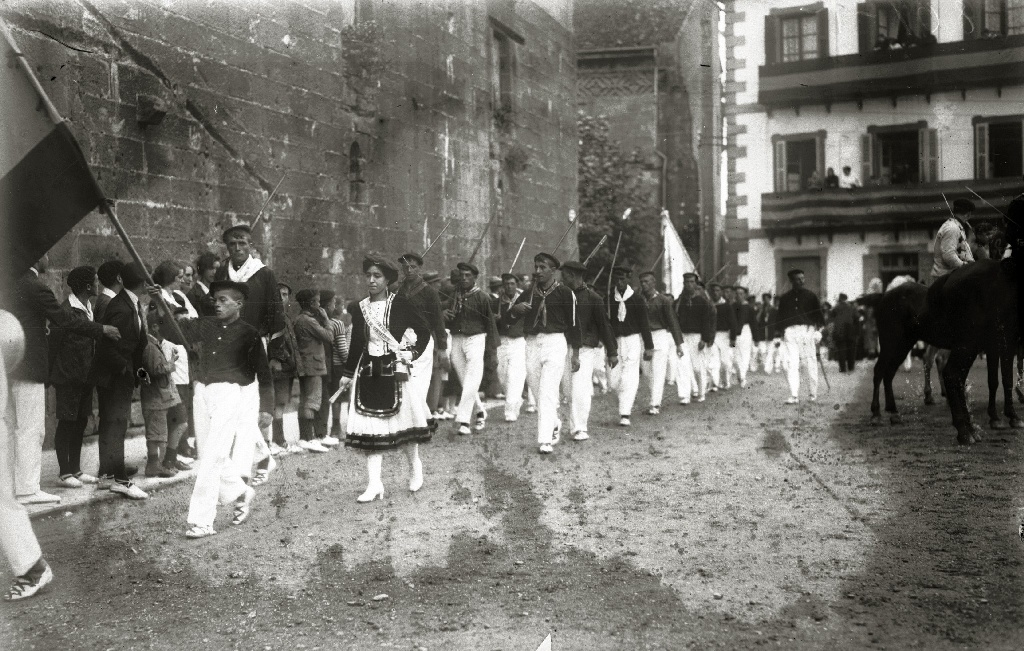
Het feest El Alarde in Hondarribia herdenkt zijn overwinning.

Juan Alfonso Enríquez de Cabrera (Medina de Rioseco, 1594 – Madrid, 7 februari 1647) was een edelman uit het Huis Enríquez in dienst van de Spaanse Kroon der Habsburgers. Hij was hereditair 9e admiraal van Castilië (1603-1647), kapitein-generaal van Castilië, onderkoning van Sicilië (1640-1644) en onderkoning van Napels (1644-1646). 
Als adellijke titels droeg hij in Castilië deze van 6e hertog van Medina de Rioseco, 5e graaf van Cabrera en 7e graaf van Melgar, en in Spaans Sicilië de titel van graaf van Modica.

## Levensloop
Cabrera was een zoon van hertog Luis Enríquez de Cabrera, hereditair 8e admiraal van Castilië, en van Victoria Colonna, afkomstig uit een Napolitaanse patriciërsfamilie. Omwille van de vroegtijdige dood van zijn vader werd hij op negenjarige leeftijd diens opvolger als hereditair admiraal. In 1612 huwde hij in de hofkapel van het Escorial in Madrid met Luisa de Sandoval Padilla. Voor Cabrera begon een carrière als hoveling van koningen Filips III en Filips IV van Spanje. Hij had de rang van kapitein-generaal van Castilië.
Cabrera had een opvliegend karakter en stortte zich in gokspelen. Meerdere keren werd hij van het Hof uitgesloten wegens wangedrag. Van 1626 tot 1629 werd hij van het Hof verwijderd om een andere reden: zijn ruzie met de hertog van Lerma, de rechterhand van Filips III. 
Vanaf 1636 dokterde Cabrera aan een plan om het koninkrijk Frankrijk binnen te vallen. Dit kostte hem een fortuin aan voorbereidingen. In 1638 bood Cabrera zich aan om prins Hendrik II van Bourbon-Condé te verjagen die Hondarribia, een Spaanse garnizoenstad aan de grens, bedreigde. Cabrera kreeg het bevel over de Spaans troepen richting Hondarribia. Het aantal van zijn troepen was beduidend minder dan wat de Fransen ontplooid hadden, maar kapitein-generaal Cabrera slaagde erin de Fransen te verjagen. Aan het Hof ontstond afgunst om zijn overwinning. Cabrera moest dichters betalen om zijn heldendaad in Hondarribia te bejubelen.
De spanning aan het Spaanse Hof rond de figuur van Cabrera nam zodanig toe dat hij weggepromoveerd werd tot onderkoning van Sicilië in 1640. De vorige onderkoning Francisco de Melo was immers weggeroepen naar de Nederlanden. Cabrera nam zijn intrek in het gouverneurspaleis van Palermo (1641); de ontvangst was feestelijk bij de Sicilianen. Hij kreeg de titel van graaf van Modica en bijhorende landgoederen en inkomsten.
Eind 1643 besliste het Spaanse Hof hem naar Napels te sturen. De reden was hem weg te houden uit Madrid. In 1644 werd Cabrera geïnstalleerd als onderkoning van Napels. De financiële situatie die hij daar aantrof, was rampzalig. De Napolitanen kreunden onder de Spaanse taksen om de oorlogen te bekostigen tegen Portugal, Catalonië en de Nederlanden. De belastingen waren zo complex geworden dat de Spanjaarden zelfs te weinig middelen hadden om ze efficiënt te innen. Eind 1645 besloot Cabrera Napels te verlaten. Hij werd tot ambassadeur benoemd in Rome. In 1646 ontving hij zijn ontslag als onderkoning.
In Rome onderhandelde hij met paus Innocentius IX over welke dag in het jaar de feestdag van de Onbevlekte Ontvangenis moest worden in Spanje. Nadat dit in orde gebracht was, keerde hij in 1646 naar Madrid terug, waar hij benoemd werd tot Eerste majordomus van koning Filips IV. Hij stierf in 1647.

## Herdenking
In Hondarribia, in het Spaans Fuenterrabía, vindt elk jaar het feest El Alarde plaats. Het herdenkt de Spaanse overwinning onder leiding van Cabrera tegen prins Hendrik II van Bourbon-Condé en zijn Franse troepen.